# 傅彦
傅彦（1940年—），汉族，中华人民共和国政治人物彭真和张洁清之长女。北京富利公司董事长，曾任中国欧美进出口公司党委书记、中国欧美进出口公司总经理。